# Hiten
Hiten (jap. 第13号科学衛星ひてん(MUSES-A), Dai-13-gō kakaku eisei Hiten (Muses-A), dt. „Wissenschaftssatellit Nr. 13 Hiten (Muses-A)“) war eine japanische Raumsonde, die zwischen 1990 und 1993 in der Nähe des Erdmondes aktiv war.

## Mission
Bei Hiten handelte es sich um ein Technologieexperiment. Die Sonde trug lediglich einen S-Band Transponder als Nutzlast. Die wissenschaftliche Mission beschränkte sich auf die Messung von Staubpartikeln zwischen Erde und Mond. Hiten sollte zunächst von einem Erdorbit nahe am Mond vorbeifliegen und dort die Tochtersonde Hagoromo (はごろも) aussetzen. Später wurde Hiten selbst mit Hilfe eines Swing-by-Manövers an der Erde in eine Umlaufbahn um den Mond befördert.
Hiten trug vor dem Start den Namen Muses-A und wurde mit einer Mu-3S2-Trägerrakete ins All befördert. Die Sonde wog 200 kg.

## Verlauf
- Hiten startete am 24. Januar 1990 in eine Umlaufbahn um die Erde.
- Der erste nahe Vorbeiflug am Mond fand am 19. März 1990 statt. Dabei wurde die 12 kg schwere Tochtersonde Hagoromo ausgesetzt. Hagoromo zündete dabei wie geplant Bremstriebwerke um eine Umlaufbahn um den Mond einzuschlagen. Der Kontakt zur Tochtersonde ging allerdings noch am selben Tag verloren, weshalb nicht bestätigt werden konnte ob die Sonde erfolgreich die geplante Mondumlaufbahn erreichte.
- Nach dem swing-by-Manöver an der Erde erreichte auch Hiten am 15. Februar 1992 eine Umlaufbahn um den Erdmond.
- Die Sonde schlug am 10. April 1993 auf den Mond auf.

## Ergebnis
Die Mission Hiten wurde von den Japanern im Großen und Ganzen als erfolgreich gewertet, obwohl der Transponder der Sonde bereits am 21. Februar 1990 versagte und die Kommunikation mit Hagoromo nicht klappte. Eine detaillierte Erforschung des Mondes durch Japan war mit der Mission LUNAR-A für 1997 und SELENE für 2007 angekündigt worden. Allerdings erwies sich die Entwicklung der Penetratoren für Lunar-A schwieriger als gedacht. Aus diesem Grund wurde der Start der Sonde mehrfach verschoben. Das Mutterschiff selbst wurde eingelagert. Anfang 2007 wurde der Start auf Grund des Verfalls der Sonde ganz aufgegeben. Japan plant die entwickelten Penetratoren in andere Missionen zu integrieren. SELENE  wurde 2007 gestartet.